# Okja
Okja és una pel·lícula d'aventures de l'any 2017 coproduïda per Corea del Sud i EUA, amb guió escrit pel director Bong Joon-ho en col·laboració amb Jon Ronson. L'elenc, encapçalat per Ahn Seo-hyun, inclou a Titlda Swinton, Jake Gyllenhaal, Paul Dano, Steven Yeun, Lily Collins, Devon Bostick, Byun Hee-bong, Giancarlo Esposito i Shirley Henderson.

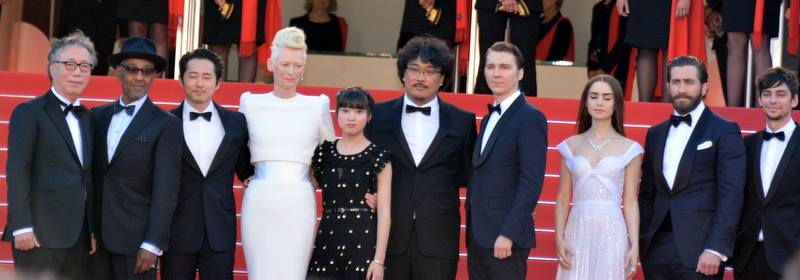
L'equip dOkja a Canes 2017

El film va competir per la Palma d'Or al Festival Internacional de Cinema de Canes del 2017, i es va poder visionar a al Festival de Cinema Fantàstic de Sitges del mateix any.
Okja ha estat considerada per la crítica com un «retrat de la cobdícia capitalista reflectida en la indústria càrnia que podria canviar la nostra forma d'alimentar-nos».

## Argument
Mija (Ahn Seo-hyun), una nena que viu en una muntanya remota a Gangwon-do, s'embarca en un arriscat viatge a Nova York per rescatar la seva millor amiga, una truja gegant de nom Okja, de les mans de Mirando Corporation, una multinacional que ambiciona convertir-la en carn. Durant l'odissea, obtindrà ajuda d'uns activistes pels drets dels animals del Front d'Alliberament Animal que estan en contra dels plans de la corporació.

## Producció
El gener del 2013, Bong Joon-ho va manifestar que estava «preparant una pel·lícula d'aventures amb una protagonista peculiar», i va declarar que «aquest treball té localitzacions a Corea i als Estats Units, i conté diàlegs en anglès i en coreà en proporcions similars». El director també va comentar que «amb Okja, vull mostrar tant l'amistat com el temor que existeix entre els éssers humans i els animals».
El 10 de desembre de 2015, Netflix i Plan B Entertainment van anunciar una inversió de 50 milions de dòlars per a la pel·lícula. Darius Khondji, director de fotografia d'Alien: Resurrection, Delicatessen, Seven, Midnight in Paris i Amour, entre altres films, es va unir a la producció i va començar a filmar les escenes d'Okja el 22 d'abril del 2016 als voltants de la subestació elèctrica de Guro-gu, a Seül. Del 23 al 25 d'abril de 2016, la filmació va continuar a Daejeon, al pas a desnivell de Galma, i el 31 de maig de tornada a Seül, al pont Yanghwa, a l'autopista de Gangbyeonbuk i a Sangam-dong. Posteriorment, del 4 al 6 de juny de 2016, en un túnel a Gwangsan, es va filmar una escena en la qual la protagonista es diverteix amb la seva enorme mascota. Després de 8 setmanes de rodatge en localitzacions sud-coreanes, la producció es va traslladar a Vancouver i a Nova York.